# Fleurance
Fleurance este o comună în departamentul Gers din sudul Franței. În 2009 avea o populație de 6.360 de locuitori.

## Evoluția populației
| An        | 1975  | 1982  | 1990  | 1999  | 2006  | 2009  |
| --------- | ----- | ----- | ----- | ----- | ----- | ----- |
| Populație | 5.816 | 6.088 | 6.368 | 6.273 | 6.257 | 6.360 |